# Солнечный (Берёзовский муниципальный округ)
Солнечный — посёлок в Берёзовском муниципальном округе Свердловской области России. Ранее входил в состав Лосиного поссовета города Берёховского. До 1966 года назывался посёлком Лосиным пятым .

## География
Посёлок Солнечный расположен в левобережье реки Большой Рефт, в 32 километрах к северо-востоку от города Берёзовского. Посёлок расположен на автодороге п. Лосиный —  п. Лубяной — п. Солнечный — п. Зелёный Дол. Автодорога ведёт от Режевского тракта.
В посёлке Солнечном шесть улиц: Ворошилова, Мира, Молодёжная, Новая, Розы Люксембург и Хохрякова, а также территория Восточной промзоны.

### Часовой пояс
Солнечный, как и вся Свердловская область, находится в часовой зоне МСК+2. Смещение применяемого времени относительно UTC составляет +5:00.

## Население
| 2002 | 2010 |
| ---- | ---- |
| 188  | ↘183 |

Структура
По данным Всероссийской переписи населения 2002 года, национальный состав посёлка Солнечного следующий: русские — 82 %, татары — 8 %. По данным переписи населения 2010 года, в посёлке проживали 76 мужчин и 107 женщин.